# 林榮三
林榮三（1939年5月27日—2015年11月28日），生於日治臺灣臺北州新莊郡鷺洲庄水湳（今新北市蘆洲區水河里），天主教輔仁大學名譽法學博士。中華民國知名企業家及政治人物。曾任中華民國監察院副院長、監委、增額立委；被視為時任總統李登輝在商界的強力支持者。2000年後開始支持民主進步黨。其創辦的聯邦企業集團橫跨地產、金融、傳媒等，為大臺北本土商幫三重幫重要成員。2010年，他在臺灣40富豪榜裡被評選為第8名；他也是《自由時報》的創辦人。兄長為地王宏國集團、宏泰集團大家長林堉琪、林堉璘，外甥包括本土派前立委陳宏昌、前臺北市議員「陳家班」陳政忠等。

## 生平

### 早年
其父林建生，其母鄭查某。家中有五姐二兄，林榮三為么子。幼時就讀于蘆洲國小。其父林建生在他14歲時過世，1964年，林榮三從開南商工學校高商部畢業。畢業後，接下其家族經營的玉裕碾米廠。其堂兄林來進原經營磚廠，轉入建築業，找上林家兄弟合作。1964年，與其兄長林堉琪、林堉璘，三人一同創立宏國建設。
1967年，林榮三將碾米廠頂讓，取得資金，開始在三重地區購地，從事建築業。1971年成立聯邦建設。其家族的宏國建設也發展為宏國集團。

### 1970年代至1980年代
1975年中華民國立法委員選舉時，透過時任臺北縣長的三重幫大老邵恩新的介紹與林堉琪的鼓勵，林榮三以無黨籍身份參選臺灣省第一選區（臺北縣、基隆市、宜蘭縣）增額立法委員，以16萬票當選為第一屆第二次增額立法委員；當時與宜蘭縣黨外運動大老郭雨新競爭，選後林榮三被控涉及選舉不公的爭議。
1978年，在其兄林堉琪過世後，進行分家。林榮三以聯邦建設為核心，形成聯邦集團。林榮三通過購買《民眾日報》股權而成為其大股東，並坐上了該報董事長的寶座。1980年4月17日，林榮三的聯邦集團以新臺幣4,000萬元買下僅有兩年歷史的《自強日報》，並改名為《自由日報》並自任報紙創辦人。
1980年，林榮三參選增額監察委員。12月27日，臺灣省議會第六屆第九次臨時大會第二次會議全體議員選舉增額監察委員，林榮三當選增額監察委員。
1983年，林榮三成為中國國民黨監察院黨部委員。
1986年10月，《自由日報》社址從臺中市遷到臺北縣新莊市，林榮三開始成為該報的股東。這時《自由日報》還只是臺灣中部地方性報紙，影響不大，發行量也遠落後於同是中部報紙的《臺灣日報》。
1988年1月13日，時任總統蔣經國逝世，李登輝繼任總統後解除報禁，林榮三經營的《自由時報》提出「臺灣優先，自由第一」的辦報理念。這時，臺灣政壇也進入一個新的轉折期。林榮三利用自己掌握的媒體，全面支援以李登輝為首的當權派，《自由時報》成為旗幟鮮明的「擁李派」。

### 1990年代

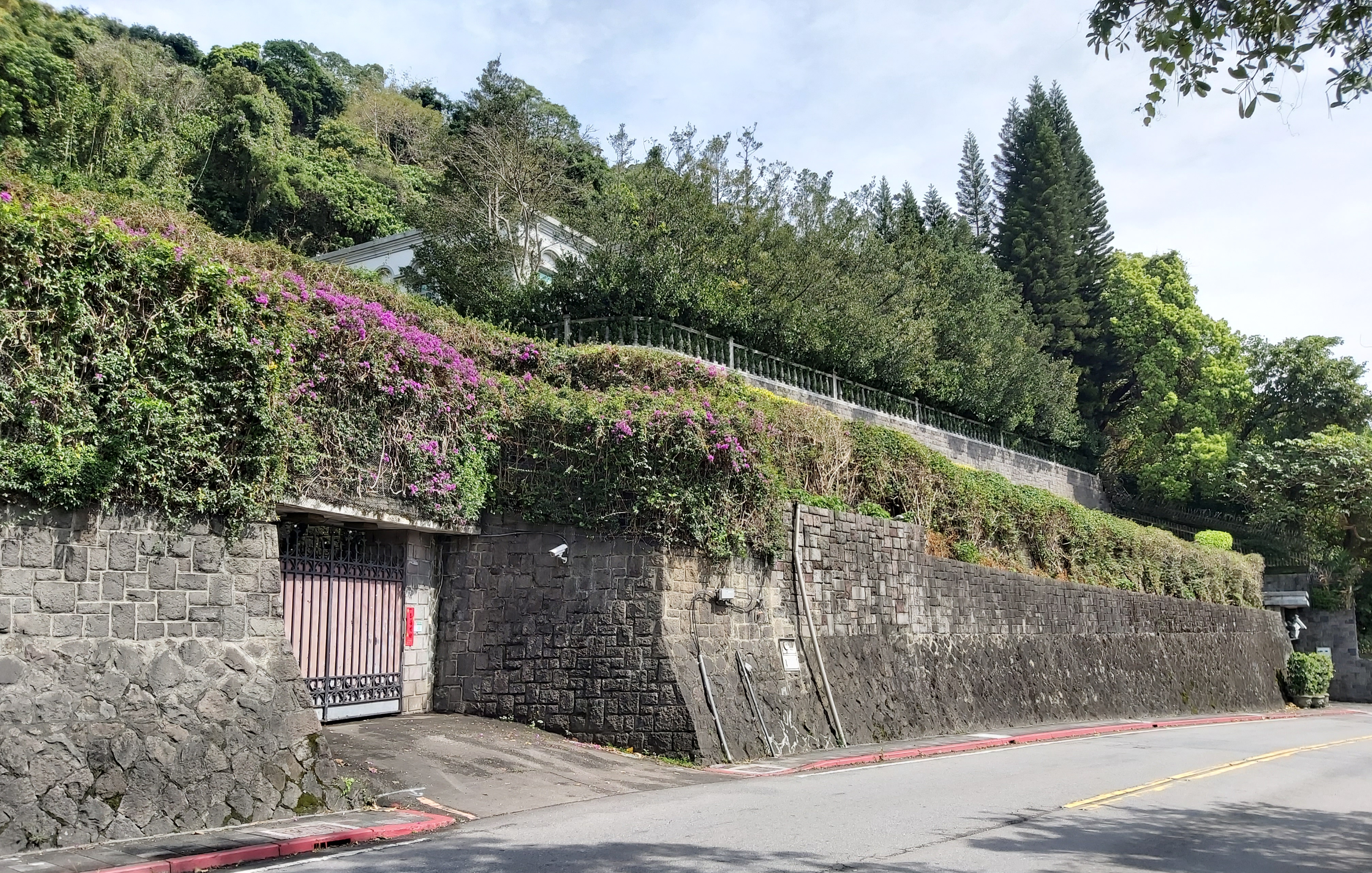
林榮三在臺北士林岩山里的別墅

臺灣於1990年開放民營金融機構，林榮三出資參與設立聯邦銀行，跨入金融業。林榮三長子林鴻聯參與籌備並擔任首屆董事會常務董事，妻子林張素娥任董事，林鴻聯於2021年7升任聯邦銀行董事長。
1991年2月，林榮三兼任中國國民黨中央政策會副主任委員。當時瓏山林別墅已完工並且每坪已漲到5.9萬元，相當於購地時的22倍。第一期推出“宮殿之海”獨棟別墅，每戶大約在100到300坪之間，每套售價1,600萬元到3,000萬元之間。後又相繼推出“寧靜海”、“星宿海”、“雲芝海”等樓中樓式別墅系列。總銷售額達160億元，平均銷售率達87%。
1991年底，林榮三參選監察院副院長。1992年2月，中國國民黨內部選舉，林榮三以13票對9票當選監察院副院長。1992年7月，林榮三出資新臺幣3.2億元成立林榮三文化公益基金會，並延攬不少政界人士為該基金會董事。
1992年時，自由時報儘管每月有2000多萬元的虧損，但因瓏山林別墅的成功，使林榮三再投入10億元購買新設備，7月更推出前所未有的促銷活動：凡是該報的訂戶，有機會獲得“黃金五千兩”、獎金總額1.6億元的大抽獎活動。
1993年，自由時報在電視黃金時段又投入億元經費大做廣告，是年銷售量突破40萬份，躍為臺灣第三大報，林榮三因此成為報業新鉅子。同年5月，輔仁大學授予他榮譽法學博士學位。同一時間，《聯合報》對李登輝長年的抨擊，則使聯合報難以取得黨政獨家消息，繼而長期影響銷售量。
1993年11月，林榮三的監察院副院長任期屆滿，當選為中國國民黨第14屆中央委員，不久之後受中華民國總統李登輝聘為總統府國策顧問。
1995年在紙價上漲及大報紛紛調價之際，自由時報因著林榮三的雄厚財力維持不漲價，復使發行量即將超越《聯合報》和《中國時報》。
1996年，林榮三再度受到李登輝續聘為總統府國策顧問。1996年8月6日，《自由時報》同時在臺北與高雄為新廠裝機與大樓落成舉行盛大慶祝酒會。在臺北凱悅大飯店所舉行的隆重酒會上，黨政商界名流紛紛前往祝賀。林榮三更是意氣風發，在大會上宣佈：《自由時報》的發行量、閱報率均是臺灣第一。

### 2000年之後
2005年，次子林鴻邦接任自由時報社長。
2008年5月13日下午，林榮三獲當時中華民國總統陳水扁頒贈二等卿雲勳章，當場稱讚陳水扁總統任內讓「臺灣本土意識」與「主權獨立意識」都不斷地增加。
2015年11月28日，林榮三因肝腫瘤併發心肺衰竭於臺大醫院離世，享壽77歲。一位不具名的《自由時報》資深員工回憶，過去林榮三對於該報編務可說是「親力親為」，每天都要等到晚上，隔天的大樣排出來後，才會回家。2005年，林榮三把《自由時報》交給次子林鴻邦，雖然淡出編務，但社論等內容仍要親自過目。同日，另一位不愿具名的《自由時報》資深員工回憶，本年9、10月林榮三親自出席該報內部會議，是該報員工最後一次看到他。
2022年，聯邦銀行已發展成涵蓋銀行、証券、投信、租賃、創投等綜合性金融集團，資本額由創立時的120億擴增達329億元，資產總額近8,200億元。自由時報發行量也以每日53萬份，穩居台灣報業龍頭，曾有友人誇稱林榮三經營事業從未失敗。

## 獲獎與榮譽

### 中华民国勋章奖章
- 二等景星勋章（2000年4月12日批准[12]，同日于台北总统府颁授[13]）
- 二等卿云勋章（2008年5月13日于台北总统府颁授[14]）

### 荣誉学位
- 天主教輔仁大學名譽法學博士

## 家族
其父林建生，其母鄭查某（1904-1979)。其家中有五姐二兄，其姐為林說、林好、林足、林滿、林盡。其兄林堉琪、林堉璘。其姐林滿，嫁給三重市政商兩界名人陳萬富。
其兄林堉琪是宏國關係事業創辦人（已逝，現在為其妻林謝罕見〔前國民大會議長謝隆盛之姊〕繼承）。林堉璘是宏泰集團創辦人。
林榮三與妻子育有三子一女。
- 妻子：林張素娥。曾任聯邦建設董事長。
- 長子：林鴻聯。現任聯邦商業銀行總經理。
- 次子：林鴻邦。現任《自由時報》社長。
- 么子：林鴻堯。現任瓏山林企業董事長。
- 女兒：林雅真（另名林歆嫒）。曾經掌管聯邦企業集團財務，現任新北市天外天有線電視董事。[15]
- 姪子：林鴻明。長兄林堉琪之長子，曾任宏國建設副董事長、台北101董事長兼總經理。
- 姪子：林鴻道。長兄林堉琪之次子，曾任中華奧林匹克委員會主席。
- 外甥：陳政忠。姐陳林盡與翻砂石工人陳安之長子，曾任中國國民黨中央委員、宏福建設集團負責人、前臺北市議員。
- 外甥：陳宏昌。曾任第二至五屆立法委員，姐陳林滿與陳萬富之子，1995年成為泰瑞電子董事長兼總經理。

## 參看
- 三重幫
- 林榮三文學獎

## 外部連結
- 林榮三文化公益基金會 （页面存档备份，存于）